# Bartholomew Columbus
Bartholomew Columbus (Genoese: Bertomê Corombo; tiếng Bồ Đào Nha: Bartolomeu Colombo; tiếng Tây Ban Nha: Bartolomé Colón; tiếng Ý: Bartolomeo Colombo; k. 1461–1515) là một nhà thám hiểm người Ý đến từ cộng hòa Genova. Ông là em trai của Christopher Columbus.